# 1255
1255 (MCCLV) a fost un an obișnuit al calendarului iulian.

## Evenimente
- 20 ianuarie: Arhiepiscopatul de Riga devine mitropolie a Prusiei.
- 25 martie: Papa Alexandru al IV-lea excomunică pe Manfred I, regele Siciliei și proclamă cruciada împotriva acestuia.

### Nedatate
- mai: Guillaume de Rubroucq se întoarce de la Constantinopol în Cipru, după eșecul misiunii sale de convertire a tătarilor la creștinism.
- august: Cade Niort, ultima poziție a catharilor în sudul Franței.
- Apariția islamismului în statul african Mali.
- Campanie victorioasă a lui Teodor al II-lea Laskaris, împăratul de la Niceea, împotriva țarului bulgar, Mihail Asan.
- Cavalerii teutoni întemeiază Königsberg, în Prusia (astăzi, Kaliningrad, în Federația Rusă).
- Ducatul de Bavaria se divide în Bavaria Superioară și Bavaria Inferioară.
- Hulagu-han este însărcinat de hanul Munke al mongolilor să cucerească statele musulmane din Asia de sud-vest.
- Lisabona devine capitala Regatului Portugaliei.
- Regele Bela al IV-lea al Ungariei conferă orașului Banská Bystrica drepturile municipale ale unui oraș regal.

## Arte, științe, literatură și filozofie
- 19 martie: Universitatea din Paris înscrie în programa sa totalitatea operelor lui Aristotel.
- Albert cel Mare scrie Tratatul sufletului.
- Este încheiată construcția la catedrala gotică din Bourges (astăzi, patrimoniu UNESCO).
- Jacopo da Varazze redactează Legenda aurea.

## Nașteri
- Albert I, viitor împărat al Imperiului german (d. 1308)
- Dino Compagni, om politic și scriitor italian (d. 1324)
- Duccio di Buoninsegna, pictor sienez (d. 1319)
- Guido Cavalcanti, poet italian (d. 1300)
- Pierre Dubois, jurist francez (d. 1312)

## Decese
- Batu Han, conducător al Hoardei de Aur (n. 1205)
- Jarler, arhiepiscop al Suediei (n. ?)
- Sundjata Keita, fondatorul Imperiului Mali (n. ?)

## Înscăunări
- 24 iunie: Adolf de Nassau, încoronat ca rege al romanilor (1255-1298)